# Nuoto ai campionati mondiali di nuoto 2019 - Staffetta 4x100 metri misti maschile
La gara di nuoto della staffetta 4x100 metri misti maschile dei campionati mondiali di nuoto 2019 è stata disputata il 28 luglio presso il Nambu International Aquatics Centre di Gwangju. Vi hanno preso parte 27 squadre nazionali.

## Podio
| Posizione | Nazione       | Atlete |
| --------- | ------------- | --- |
| Oro       | Gran Bretagna | Luke Greenbank Adam Peaty James Guy Duncan Scott James Wilby*                                                                        |
| Argento   | Stati Uniti   | Ryan Murphy Andrew Wilson Caeleb Dressel Nathan Adrian Matt Grevers* Michael Andrew* Jack Conger* Zachary Apple*                     |
| Bronzo    | Russia        | Evgenij Rylov Kirill Prigoda Andrej Minakov Vladimir Morozov Kliment Kolesnikov* Anton Čupkov* Michail Vekoviščev* Vladislav Grinëv* |

* Nuotatori che hanno partecipato solamente nelle batterie.

## Programma
| Data           | Ora (UTC+9) | Turno    |
| -------------- | ----------- | -------- |
| 28 luglio 2019 | 10:50       | Batterie |
| 28 luglio 2019 | 21:38       | Finale   |

## Record
Prima della manifestazione il record del mondo e il record dei campionati erano i seguenti.
| Record mondiale       | 3'27"28 | Stati Uniti Aaron Peirsol (52"19) Eric Shanteau (58"57) Michael Phelps (49"72) David Walters (46"80) | 2 agosto 2009 Roma, Italia |
| Record dei campionati | 3'27"28 | Stati Uniti Aaron Peirsol (52"19) Eric Shanteau (58"57) Michael Phelps (49"72) David Walters (46"80) | 2 agosto 2009 Roma, Italia |

## Risultati

### Batterie[2]
| Pos. | Batteria | Corsia | Nazione       | Atleti                                                                                                | Tempo   | Note             |
| ---- | -------- | ------ | ------------- | --- | ------- | ---------------- |
| 1    | 2        | 3      | Russia        | Kliment Kolesnikov (53"75) Anton Čupkov (58"90) Michail Vekoviščev (50"87) Vladislav Grinëv (47"20)   | 3'30"72 | Q                |
| 2    | 3        | 5      | Stati Uniti   | Matt Grevers (52"89) Michael Andrew (59"75) Jack Conger (51"70) Zachary Apple (47"59)                 | 3'31"93 | Q                |
| 3    | 2        | 4      | Giappone      | Ryōsuke Irie (53"83) Yasuhiro Koseki (58"66) Naoki Mizunuma (51"76) Katsumi Nakamura (48"09)          | 3'32"34 | Q                |
| 4    | 3        | 3      | Gran Bretagna | Luke Greenbank (54"11) James Wilby (59"02) James Guy (51"41) Duncan Scott (47"81)                     | 3'32"35 | Q                |
| 5    | 2        | 5      | Australia     | Mitch Larkin (53"47) Matthew Wilson (59"16) Matthew Temple (51"27) Clyde Lewis (48"60)                | 3'32"50 | Q                |
| 6    | 3        | 6      | Brasile       | Guilherme Guido (53"35) João Gomes Júnior (59"68) Vinicius Lanza (51"66) Breno Correia (47"89)        | 3'32"58 | Q                |
| 7    | 3        | 4      | Cina          | Xu Jiayu (53"06) Yan Zibei (58"67) Li Zhuhao (52"19) He Junyi (49"50)                                 | 3'33.42 | Q                |
| 8    | 3        | 2      | Germania      | Christian Diener (54"56) Fabian Schwingenschlögl (59"67) Marius Kusch (51"48) Damian Wierling (48"31) | 3'34"02 | Q                |
| 9    | 3        | 1      | Bielorussia   | Mikita Tsmyh (54"98) Il'ja Šymanovič (58"30) Yauhen Tsurkin (52"46) Artsiom Machekin (48"82)          | 3'34"56 |                  |
| 10   | 3        | 7      | Canada        | Markus Thormeyer (54"36) Richard Funk (1'00"23) Joshua Liendo (52"09) Yuri Kisil (48"11)              | 3'34"79 |                  |
| 11   | 2        | 2      | Lituania      | Danas Rapšys (54"66) Andrius Šidlauskas (59"51) Deividas Margevičius (52"53) Simonas Bilis (48"18)    | 3'34"88 |                  |
| 12   | 2        | 7      | Ungheria      | Richárd Bohus (54"16) Dávid Horváth (1'01"99) Sebastian Sabo (51"00) Nándor Németh (47"96)            | 3'35"11 |                  |
| 13   | 2        | 6      | Italia        | Simone Sabbioni (54"82) Nicolò Martinenghi (59"48) Federico Burdisso (52"10) Manuel Frigo (48"83)     | 3'35"23 |                  |
| 14   | 1        | 8      | Irlanda       | Shane Ryan (54"39) Darragh Greene (59"08) Brendan Hyland (53"11) Jordan Sloan (49"28)                 | 3'35"86 | Record nazionale |
| 15   | 3        | 8      | Paesi Bassi   | Nyls Korstanje (56"11) Arno Kamminga (59"28) Mathys Goosen (52"60) Jesse Puts (48"78)                 | 3'36"77 |                  |
| 16   | 1        | 4      | Turchia       | Metin Aydın (55"72) Berkay Öğretir (59"74) Ümitcan Güreş (52"52) Hüseyin Emre Sakçı (48"87)           | 3'36"85 | Record nazionale |
| 17   | 2        | 0      | Corea del Sud | Lee Ju-ho (54"62) Moon Jae-kwon (1'00"78) Yun Seok-hwan (52"61) Yang Jae-hoon (48"96)                 | 3'36"97 | Record nazionale |
| 18   | 3        | 9      | Svizzera      | Roman Mityukov (54"62) Yannick Käser (1'00"59) Jérémy Desplanches (52"35) Nils Liess (49"42)          | 3'36"98 | Record nazionale |
| 19   | 1        | 3      | Croazia       | Anton Lončar (55"52) Nikola Obrovac (1'00"01) Nikola Miljenić (52"93) Bruno Blašković (48"72)         | 3'37"18 |                  |
| 20   | 1        | 5      | Israele       | Yakov Toumarkin (54"36) Itay Goldfaden (1'01"09) Tomer Frankel (52"76) Meiron Cheruti (49"30)         | 3'37"51 |                  |
| 21   | 2        | 9      | Polonia       | Radosław Kawęcki (55"10) Jan Kałusowski (1'02"17) Konrad Czerniak (52"01) Kacper Majchrzak (48"81)    | 3'38"09 |                  |
| 22   | 2        | 8      | Kazakistan    | Adil Kaskabay (56"83) Dmitriy Balandin (58"52) Adilbek Mussin (52"71) Alexandr Varakin (50"07)        | 3'38"13 |                  |
| 23   | 2        | 1      | Sudafrica     | Christopher Reid (55"06) Michael Houlie (1'01"16) Chad le Clos (50"94) Ryan Coetzee (51"02)           | 3'38"18 |                  |
| 24   | 1        | 2      | Egitto        | Mohamed Samy (55"23) Youssef El-Kamash (1'00"97) Abdelrahman Sameh (53"99) Ali Khalafalla (48"84)     | 3'39"03 | Record nazionale |
| 25   | 1        | 6      | Taipei cinese | Chuang Mu-lun (55"89) Chen Chih-ming (1'01"67) Chu Chen-ping (53"41) Wang Yu-lian (49"89)             | 3'40"86 | Record nazionale |
| 26   | 3        | 0      | Singapore     | Quah Zheng Wen (55"34) Lionel Khoo (1'02"44) Jonathan Tan Eu Jin (54"13) Darren Chua Yi Shou (49"67)  | 3'41"58 |                  |
| 27   | 1        | 7      | Hong Kong     | Cheuk Yin Ng (58"48) Michael Ng Yu Hin (1'04"80) Nicholas Lim (54"95) Ian Ho Yentou (49"78)           | 3'48"01 |                  |

### Finale[3]
| Pos. | Corsia | Nazione       | Atleti                                                                                                | Tempo   | Note             |
| ---- | ------ | ------------- | --- | ------- | ---------------- |
|      | 6      | Gran Bretagna | Luke Greenbank (53"95) Adam Peaty (57"20) James Guy (50"81) Duncan Scott (46"14)                      | 3'28"10 | Record europeo   |
|      | 5      | Stati Uniti   | Ryan Murphy (52"92) Andrew Wilson (58"65) Caeleb Dressel (49"28) Nathan Adrian (47"60)                | 3'28"45 |                  |
|      | 4      | Russia        | Evgenij Rylov (52"57) Kirill Prigoda (58"68) Andrej Minakov (50"54) Vladimir Morozov (47"02)          | 3'28"81 | Record nazionale |
| 4    | 3      | Giappone      | Ryōsuke Irie (53"54) Yasuhiro Koseki (58"16) Naoki Mizunuma (51"16) Katsumi Nakamura (47"49)          | 3'30"35 |                  |
| 5    | 2      | Australia     | Mitch Larkin (53"16) Matthew Wilson (59"67) Matthew Temple (50"99) Kyle Chalmers (46"60)              | 3'30"42 |                  |
| 6    | 7      | Brasile       | Guilherme Guido (53"20) João Gomes Júnior (58"80) Vinicius Lanza (51"29) Marcelo Chierighini (47"57)  | 3'30"86 |                  |
| 7    | 1      | Cina          | Xu Jiayu (52"97) Yan Zibei (58"26) Li Zhuhao (51"72) Cao Jiwen (48"66)                                | 3'31"61 |                  |
| 8    | 8      | Germania      | Christian Diener (54"83) Fabian Schwingenschlögl (59"26) Marius Kusch (50"79) Damian Wierling (47"98) | 3'32"86 |                  |